# Erwin Bucher
Erwin Bucher (* 9. Januar 1920 in St. Gallen; † 2. September 2001 in Bertschikon), reformiert, heimatberechtigt in Malters, war ein Schweizer Historiker.

## Leben
Erwin Bucher, Sohn des Kaufmanns Alfred Erwin Bucher, legte 1940 die Handelsmatura an der Kantonsschule St. Gallen ab. Er nahm danach das Studium der Nationalökonomie an der Handelshochschule St. Gallen und an der Universität Genf auf; seinen Abschluss als lic. oec.erlangte er 1946. Bucher war anschliessend im Handel tätig, von 1951 bis 1958 amtierte er als FDP-Gemeinderat der Stadt St. Gallen.
Bucher wandte sich 1958 dem Studium der Geschichte an der Universität Zürich zu, 1962 wurde er zum Dr. phil. promoviert. Nachdem er sich 1969 an der Universität Zürich habilitiert hatte, erfolgte dort 1970 seine Wahl als Assistenzprofessor für neuere Geschichte, besonders Schweizergeschichte des 19. und 20. Jahrhunderts, 1985 trat er in den Ruhestand. Erwin Bucher, der 1965 die aus Wädenswil gebürtige Altphilologin und Gymnasiallehrerin Barbara, die Tochter des Webereibesitzers Max Isler, heiratete, verstarb 2001 81-jährig in Bertschikon.
Buchers Forschungsschwerpunkte betrafen die Vorgeschichte und Gründung des Bundesstaates sowie die Schweiz im Zweiten Weltkrieg. In einer 1991 veröffentlichten Monografie hinterfrug er das negative Bild von Bundesrat Marcel Pilet-Golaz als Vorsteher des Politischen Departements in den Jahren 1940 bis 1944. 1970 wurde seine politologische Arbeit über den Gemeinderat der Stadt St. Gallen herausgebracht.

## Weitere Veröffentlichungen
- Das Eidgenössische Schuldbuch, Bern, 1959
- Die Geschichte des Sonderbundskrieges, Verlag Berichthaus, Zürich, 1966
- Feldprediger Johann Heinrich Schochs Tagebuch aus dem Sonderbundskrieg, 1967
- Zwischen Bundesrat und General : Schweizer Politik und Armee im Zweiten Weltkrieg, VGS, Verlags-Gemeinschaft, St. Gallen, 1991